# Carl Ludwig Ewald von Massow
Carl Ludwig Ewald von Massow (* 2. Oktober 1748; † 14. August 1808) war ein preußischer Landrat. Er stand dem Kreis Guhrau in Niederschlesien vor. 
Er war ein Angehöriger des pommerschen Adelsgeschlechts von Massow. Sein Vater Paul Anton von Massow (* 1710; † 1766) war preußischer Major und Gutsherr von Weißholz bei Groß-Glogau; seine Mutter Charlotte Eleonora war eine Tochter des Generals von Bojanowsky. Sein jüngerer Bruder Friedrich Gottlob von Massow (* 1754; † 1833) wurde Oberforstmeister in West- und Südpreußen.
Carl Ludwig Ewald von Massow war von 1781 bis 1806 Landrat des Kreises Guhrau in Niederschlesien. Er war Gutsherr von Ober- und Nieder-Globitschen.  
Carl Ludwig Ewald von Massow war verheiratet mit Friederika Wilhelmina von Massow (* 1759; † 1831), einer Tochter des Kriegsrates Christlieb von Massow aus dem schlesischen Zweig der Herren von Massow. Aus der Ehe gingen vier Kinder hervor. Die Witwe verkaufte 1819 Ober- und Nieder-Globitschen.